# 適眼距
適眼距是望遠鏡、顯微鏡或雙筒望遠鏡等儀器，在使用者能清楚的看見影像時，所能允許的眼睛與目鏡間的最大距離，在這段距離內出射瞳的直徑與人眼的瞳孔值徑相近。光學設計不良的系統，不是會強迫使用者的眼睛必須貼近目鏡以避免影像週邊的暈像產生，就是在可以舒適觀察的位置上，出射瞳的直徑大於瞳孔的直徑，造成光線的浪費和影像變得黯淡。

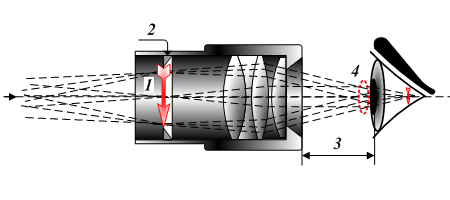
The eye relief.
1 Real image 2 - Field diaphragm 3 - Eye relief 4 - Exit pupil

一般而言，適眼距和目鏡的焦距有關，焦距越短適眼距也就越短。
對於戴眼鏡的人和射擊者，適眼距就顯得特別重要。帶著眼鏡的人，需要比較長的適眼距，才能透過目鏡依然能看見完整的視野。 通常15mm以上比较合适。 
射擊者需要較長的適眼距則是安全上的考量。光學的適眼距太短，射擊時的後座力會造成眼睛和目鏡的距離縮短而造成接觸的危險。

## 延伸讀物
The Essentials Of Eye Relief

Information for eyeglass wearers